# Magdalena Fręch
Magdalena Fręch (ur. 15 grudnia 1997 w Łodzi) – polska tenisistka, reprezentantka kraju w rozgrywkach Pucharu Billie Jean King, wielokrotna mistrzyni Polski seniorów.
Fręch zwyciężyła w sześciu singlowych i czterech deblowych turniejach rangi ITF oraz w jednym turnieju WTA 500. 28 października 2024 awansowała na najwyższą pozycję rankingu WTA w singlu w karierze – 22., zaś 8 sierpnia 2022 miała najlepsze miejsce w deblu – 174.

## Kariera tenisowa

### Kariera juniorska
Fręch swoją karierę tenisową rozpoczęła w wieku 6 lat. W rozgrywkach juniorskich zadebiutowała podczas turnieju w Poznaniu w sierpniu 2011 roku, gdzie w pierwszej rundzie przegrała z Darją Kasatkiną 2:6, 1:6. Pierwszy znaczący sukces osiągnęła w trakcie turnieju w Szawle, gdzie w grze podwójnej dziewcząt w parze z Justyną Pająk dotarła do finału. Kolejnym ważnym osiągnięciem było dotarcie do ćwierćfinału gry pojedynczej podczas turnieju w Gdyni. W marcu 2013 roku podczas turnieju w Trnawie dotarła do finału w grze pojedynczej i pokonała w nim Annę Vrbenską 6:1, 6:3, osiągając tym samym pierwszy tytuł na kortach juniorskich. W styczniu 2014 roku podczas międzynarodowych mistrzostwach Czech juniorów dotarła do finału gry podwójnej w parze z Anastasiją Nefedową. Swoją karierę juniorską zakończyła udziałem w US Open 2015, gdzie w grze pojedynczej przegrała w 2. rundzie z Walendini Gramatikopulu, natomiast w grze podwójnej dziewcząt odpadła w 1. rundzie. 21 września 2015 roku osiągnęła najwyższą pozycję w rankingu juniorskim – 332.

### Kariera seniorska

#### 2012
Swoją karierę zawodową rozpoczęła od udziału w turnieju rangi ITF w Antalyi w kwietniu 2012 roku, przegrywając w trzeciej rundzie kwalifikacji do drabinki głównej turnieju. Swój debiut w drabince głównej turnieju ITF zanotowała w maju 2012 roku podczas turnieju w Warszawie, gdzie w pierwszej rundzie pokonała Aleksandrę Buczyńską, przegrywając w 2. rundzie z Caitlin Whoriskey 2:6, 1:6. Do końca roku próbowała swoich sił w kilku turniejach o puli nagród 10 oraz 25 tysięcy dolarów, nie przechodząc eliminacji. W grudniu 2012 roku przebrnęła z sukcesem eliminacje do drabinki głównej w turnieju w Antalyi, przegrywając w 2. rundzie z Ksenią Pałkiną 2:6, 0:6.

#### 2013
Sezon 2013 w karierze seniorskiej rozpoczęła dopiero w kwietniu, otrzymując od organizatorów dziką kartę w kwalifikacjach do turnieju rangi WTA Tour w Katowicach, przegrywając w 1. rundzie z Ralucą Olaru 0:6, 3:6. Fręch wystąpiła również w parze z Katarzyną Pyką w grze podwójnej turnieju w Katowicach, oddając walkowerem mecz parze Marta Domachowska i Alicja Rosolska. Był to debiut w rozgrywkach z cyklu WTA Tour zarówno w singlu, jak i deblu. W maju dotarła do ćwierćfinału gry pojedynczej w turnieju o puli nagród 10 tysięcy dolarów w Szarm el-Szejk, przegrywając w nim z Başak Eraydın 2:6, 1:6, równocześnie dochodząc do ćwierćfinału gry podwójnej tej imprezy w parze z Dagmarą Baskovą. W czerwcu przebrnęła kwalifikacje do turnieju o puli nagród 25 tysięcy dolarów w Ystad, przegrywając w 1. rundzie z Cornelią Lister. W lipcu otrzymała od organizatorów turnieju w Toruniu dziką kartę do turnieju głównego gry pojedynczej, przegrywając w 1. rundzie z Margalitą Czachnaszwili 4:6, 3:6. Do listopada brała udział w turniejach niższej rangi, nie przechodząc do ćwierćfinału tych imprez. W połowie listopada dotarła do ćwierćfinału gry pojedynczej turnieju w Zawadzie, przegrywając w nim z późniejszą triumfatorką Kateřiną Siniakovą.
Sezon 2013 zakończyła na 775. miejscu w rankingu WTA w grze pojedynczej.

#### 2014
Sezon 2014 rozpoczęła w marcu od udziału w turnieju w Heraklionie, dochodząc do ćwierćfinału tej imprezy, przegrywając w nim z późniejszą triumfatorką Deniz Khazaniuk 4:6, 6:4, 6:7(2). Dzięki zwycięstwu w mistrzostwach Polski, otrzymała dziką kartę do turnieju singlowego cyklu WTA Katowicach. W pierwszej rundzie przegrała z Yvonne Meusburger 3:6, 1:6. W deblu wystartowała w turnieju głównym razem z Zuzanną Maciejewską, lecz w pierwszym meczu przegrały z parą Shūko Aoyama i Renata Voráčová 1:6, 3:6. W maju dotarła w Zielonej Górze do ćwierćfinału gry pojedynczej oraz do półfinału gry podwójnej w parze z Maciejewską. Próbowała swoich sił w kilku turniejach o puli nagród 25 tysięcy dolarów, otrzymując od organizatorów dziką kartę w turnieju w La Marsie. W pierwszej rundzie oddała mecz przez krecz przy wyniku 1:6, 0:2, rywalizując z Izabełłą Szinikową. W lipcu dzięki dzikiej karcie wzięła udział w turnieju o puli nagród 50 tysięcy dolarów w Sobocie, ulegając w pierwszej rundzie Renacie Voráčovej 2:6, 2:6. W październiku dotarła do półfinału turnieju w Hamamatsu, przegrywając w nim z Junri Namigatą 1:6, 3:6.
Sezon 2014 zakończyła na 520. miejscu w rankingu WTA w grze pojedynczej oraz 631. miejscu w grze podwójnej.

#### 2015
Sezon 2015 rozpoczęła od udziału w kwalifikacjach do turnieju głównego w Andrézieux-Bouthéon, przegrywając w pierwszej rundzie z Kristýną Plíškovą. W 2015 roku tytuł mistrzyni kraju ponownie pozwolił jej na występ w turnieju rangi WTA w Katowicach. W spotkaniu pierwszej rundy uległa An-Sophie Mestach 3:6, 1:6. W deblu razem z Katarzyną Kawą w pierwszej rundzie pokonały Ralucę Olaru i Wierę Zwonariową 7:6(7), 7:6(5), zaś w ćwierćfinale przegrały z Nadiją i Ludmyłą Kiczenok 4:6, 6:4, 10–12. W maju z sukcesem przebrnęła kwalifikacje do turnieju w Fukuoce, gdzie w pierwszej rundzie turnieju głównego przegrała z Junri Namigatą 3:6, 3:6. W lipcu dotarła do finału gry podwójnej w parze z Kathariną Lehnert w Toruniu, przegrywając w nim z parą Ekaterine Gorgodze i Sopia Szapatawa 4:6, 4:6. W sierpniu dzięki dzikiej karcie wystąpiła w turnieju w Sobocie o puli nagród 75 tysięcy dolarów, przegrywając w pierwszej rundzie z Rominą Oprandi 7:6(6), 2:6, 6:7(4).
Sezon 2015 zakończyła na 490. miejscu w rankingu WTA w grze pojedynczej oraz 419. miejscu w grze podwójnej.

#### 2016
Sezon 2016 rozpoczęła od występu w turnieju w Daytona Beach, przegrywając w drugiej rundzie z Natalją Wichlancewą 3:6, 4:6. W marcu dotarła do finału gry pojedynczej w Nishitamie, pokonując w nim Mai Minokoshi 7:5, 6:4. Był to pierwszy tytuł singlowy w karierze Fręch. W kwietniu Fręch zadebiutowała w rozgrywkach Fed Cup przeciwko reprezentacji Chińskiego Tajpej. Rozegrała dwa mecze w grze pojedynczej, wygrała z Lee Ya-hsuan 4:6, 6:0, 6:2, przegrała natomiast z Hsu Ching-wen 2:6, 6:4, 3:6. W maju dotarła do półfinału turnieju w Båstad, dochodząc do półfinału tej imprezy. W czerwcu dotarła do ćwierćfinału w Surbiton o puli nagród 50 tysięcy dolarów, przegrywając w nim ze Stéphanie Foretz 6:2, 3:6, 5:7. W kolejnym turnieju w Ystad dotarła do półfinału w grze pojedynczej. Podczas turnieju w Ołomuńcu dotarła do półfinału gry podwójnej w parze z Pernillą Mendesovą. W sierpniu dotarła do półfinału w Middelkerke, przegrywając w nim z Walendini Gramatikopulu. We wrześniu wzięła udział w eliminacjach do turnieju rangi WTA w Seulu, przegrywając w pierwszej rundzie z Eri Hozumi 0:6, 4:6. Podczas turnieju w Toyocie dotarła do ćwierćfinału tej imprezy, przegrywając z Shiho Akitą 3:6, 6:3, 4:6. W połowie grudnia wzięła udział w turnieju rangi ITF o puli nagród 100 tysięcy dolarów w Dubaju, przegrywając w drugiej rundzie kwalifikacji z Patty Schnyder 1:6, 2:6.
Sezon 2016 zakończyła na 291. miejscu w rankingu WTA w grze pojedynczej oraz 509. miejscu w grze podwójnej.

#### 2017
Sezon 2017 rozpoczęła od imprezy w Stuttgarcie, przegrywając w drugiej rundzie gry pojedynczej. W kolejnym turnieju z sukcesem przeszła kwalifikacje i wzięła udział w turnieju w Andrezieux-Boutheon, przegrywając w drugiej rundzie z Ivaną Jorović 4:6, 1:6. Fręch w lutym ponownie wzięła udział w rozgrywkach Fed Cup. Wystąpiła jedynie w meczu deblowym w parze z Paulą Kanią, przeciwko reprezentantkom Gruzji. W kwietniu dotarła do finału gry podwójnej w Croissy-Beaubourg o puli nagród 60 tysięcy dolarów w parze z Manon Arcangioli, przegrywając w nim z parą Wiera Łapko i Polina Monowa 3:6, 4:6. Podczas turnieju w Stambule o puli nagród 60 tysięcy dolarów dotarła do półfinału tej imprezy, przegrywając w nim z Başak Eraydın 3:6, 2:6. W maju podczas turnieju w Båstad osiągnęła półfinał tej imprezy. W czerwcu Fręch zdobyła tytuł gry podwójnej w Manchesterze o puli nagród 100 tysięcy dolarów w parze z An-Sophie Mestach, pokonując w finale Chang Kai-chen i Marinę Erakovic 6:4, 7:6(5). W lipcu wzięła udział w kwalifikacjach do turnieju głównego rangi WTA w Bukareszcie. Pokonała w nich Anastasiję Piwowarową 6:2, 6:0, Varatchaya Wongteanchai 6:3, 6:4 oraz Tenę Lukas 6:4, 7:5, dzięki czemu zakwalifikowała się po raz pierwszy w karierze do drabinki głównej turnieju rangi WTA. W pierwszej rundzie spotkała się z Danką Kovinić i po trzysetowym pojedynku przegrała 3:6, 7:5, 3:6. Następnie wzięła udział w zawodach rangi ITF w Hechingen, gdzie dotarła do ćwierćfinału, w którym uległa Tamarze Korpatsch 2:6, 2:6. Zagrała również w turnieju tej samej rangi w Lipsku, ostatecznie triumfując w finale nad Richèl Hogenkamp 6:2, 7:6(3). Tydzień później wygrała turniej rangi ITF w Brunszwiku, w finale pokonując Olgę Saez Larrę 6:1, 2:6, 7:6(3).
Sezon zakończyła na 161. miejscu w rankingu WTA.

#### 2018
Sezon 2018 rozpoczęła od udziału w kwalifikacjach do Australian Open. W pierwszej rundzie kwalifikacji wygrała z Miyu Katō 6:4, 6:3. W drugiej rundzie pokonała Sofję Żuk 6:3, 4:6, 6:2. W trzeciej rundzie wygrała z Kaylą Day 6:3, 6:0 i tym samym zadebiutowała po raz pierwszy w drabince głównej Wielkiego Szlema. W 1. rundzie turnieju głównego przegrała z Carlą Suárez Navarro 7:5, 6:3. Drugi występ w turnieju wielkoszlemowym zanotowała we French Open, do którego dostała się po wygranych meczach w kwalifikacjach, pokonując w nich kolejno: Barbarę Haas, Witaliję Djaczenko i Rebekkę Šramkovą. W turnieju głównym w pierwszej rundzie pokonała wyżej notowaną Jekatierinę Aleksandrową 6:3, 3:6, 6:3, a w drugiej uległa faworytce Sloane Stephens 2:6, 2:6. Występ pozwolił jej na awans na 119. miejsce w rankingu.
Rok zakończyła na 160. miejscu w rankingu WTA.

#### 2019
W sezonie 2019 miała serię udanych występów w turniejach niższej rangi już na początku roku (główne drabinki Dubai Championships rangi 1000 i Charleston Open rangi 500). Wystąpiła raz w głównej drabince turnieju wielkoszlemowego – podczas US Open. Awansowała tam po zwycięskich eliminacjach, w których pokonała kolejno: Lu Jiajing, Rebekkę Šramkovą i Paulę Badosę. Z turniejem głównym pożegnała się po pierwszej rundzie, przegrywając z Laurą Siegemund 7:5, 3:6, 4:6. W połowie roku zanotowała duży spadek w rankingu po stracie punktów z ubiegłorocznego Australian Open – w sierpniu spadła na 245. miejsce.
Rok zakończyła na 188. miejscu w rankingu WTA.

#### 2020
W skróconym z powodu epidemii COVID-19 sezonie 2020 nie wystąpiła w żadnym turnieju wielkoszlemowym. Odniosła sukces w turnieju WTA w Pradze, dochodząc do ćwierćfinału jako tzw. szczęśliwa przegrana. W turnieju pokonała kolejno Elenę-Gabrielę Ruse 7:6(8), 6:3 oraz Arantxę Rus 6:3, 2:6, 6:4, a w ćwierćfinale uległa późniejszej zwyciężczyni Simonie Halep 2:6, 0:6. Były to jej pierwsze zwycięstwa z rzędu w turnieju głównym WTA. W zawodach cyklu ITF zdobyła swój czwarty tytuł w karierze, zwyciężając w turnieju rozgrywanym w Canberze.
Rok zakończyła na 156. miejscu w rankingu WTA.

#### 2021
Podobnie jak rok wcześniej w sezonie 2021 nie wystąpiła w żadnym turnieju wielkoszlemowym. Tym razem także udane występy w innych turniejach dały jej, pierwszy raz w historii, awans do pierwszej setki rankingu – 17 października 2021 po występie w 2. rundzie turnieju w Indian Wells (w pierwszej rundzie pokonała Zheng Saisai 6:1, 6:4, a w drugiej uległa Karolínie Plíškovej 5:7, 2:6) zajmowała 99. miejsce. Wystąpiła w 2. rundzie w Charleston, gdzie pokonała Grace Min 6:2, 6:4. Odniosła zwycięstwo w turnieju WTA 125 w Concord, gdzie – nierozstawiona – pokonała kolejno 6 zawodniczek, w tym w półfinale byłą wiceliderkę rankingu, Wierę Zwonariową 7:5, 6:3, a w finale Renatę Zarazúę 6:3, 7:6(4). Wystąpiła w drabince głównej turnieju WTA 500 w Chicago.
Rok zakończyła na 102. miejscu w rankingu WTA.

#### 2022
W sezonie 2022 po dwóch latach przerwy znów zagrała w turniejach wielkoszlemowych, i to we wszystkich czterech. W styczniu wystąpiła w turnieju głównym Australian Open (po raz pierwszy nie musząc przechodzić przez kwalifikacje), gdzie od razu trafiła na jedną z faworytek Simonę Halep, z którą przegrała 4:6, 3:6. W kolejnych miesiącach zanotowała serię dobrych występów, osiągając 2. rundę w Indian Wells, gdzie pokonała Majar Szarif 6:2, 7:5 i przegrała z Markétą Vondroušovą 1:6, 3:6. Potem wystąpiła w głównych drabinkach w turniejach: WTA 1000 w Miami – 1. runda – i WTA 500 w Charleston – 2. runda po pokonaniu w pierwszej byłej wiceliderki rankingu Petry Kvitovej po kreczu przy stanie 7:6(6), 3:2. Następnie wystąpiła w głównej drabince French Open, gdzie przegrała z byłą liderką WTA Angelique Kerber 6:2, 3:6, 5:7. Po występie w 2. rundzie turnieju w Eastbourne, gdzie pokonała Zheng Qinwen 6:0, 6:3, przyszedł największy jak do tej pory sukces Magdaleny Fręch: w najstarszym i najbardziej prestiżowym turnieju wielkoszlemowym – Wimbledonie osiągnęła 3. rundę, wygrywając kolejno z rozstawioną Camilą Giorgi 7:6(4), 6:1, Anną Karolíną Schmiedlovą 6:4, 6:4, a skończyła przegrywając kolejny raz z Simoną Halep 4:6, 1:6. Po tym turnieju osiągnęła najwyższą w karierze pozycję w rankingu WTA – 82. miejsce. Wczesną jesienią wystąpiła w ostatnim w roku turnieju wielkoszlemowym – US Open, przegrywając w 1. rundzie z Rebeccą Marino 2:6, 3:6.
Pierwszy raz w karierze Magdalena Fręch zagrała w jednym roku w głównych drabinkach wszystkich czterech turniejów wielkoszlemowych, a zajmowana pozycja rankingowa pozwoliła jej każdorazowo uniknąć eliminacji. Rok zakończyła na 116. miejscu w rankingu WTA.

#### 2023
W sezonie 2023 po niezbyt udanym początku roku (m.in. odpadnięcie w eliminacjach Australian Open) przełom nastąpił w turniejach WTA 1000 w Stanach Zjednoczonych z cyklu Sunshine Double. Najpierw w Indian Wells osiągnęła 2. rundę po zwycięstwie z Maryną Zanewśką 4:6, 6:4, 6:2 i przegranej z Uns Dżabir 6:4, 4:6, 1:6. Następnie w turnieju w Miami osiągnęła 3. rundę, zwyciężając Erikę Andriejewą 4:6, 6:1, 6:1 (w 1. rundzie miała wolny los) i przegrywając z Warwarą Graczową 1:6, 2:6. Występy te pozwoliły jej wrócić do pierwszej setki rankingu WTA. Kolejne drugie rundy w turniejach WTA 1000 zanotowała w Madrycie, wygrywając z Jasmine Paolini 6:2, 6:3 i przegrywając z Jessicą Pegulą 6:7(3), 3:6 oraz w Rzymie, gdzie pokonała Matilde Paoletti 4:6, 6:2, 7:5, a przegrała z Madison Keys 3:6, 2:6. Następnie wystąpiła w głównej drabince French Open, gdzie po wygranej z Zhang Shuai 6:1, 6:1, odpadła po porażce z Kamillą Rachimową 3:6, 4:6. Kolejne dobre wyniki zanotowała w turniejach rangi WTA 250 w Wielkiej Brytanii, w obydwu dochodząc do ćwierćfinału: najpierw w Nottingham po zwycięstwach nad Sonay Kartal 6:3, 5:7, 6:2 i Zhu Lin 6:2, 6:4 i porażce z Jodie Burrage 2:6, 6:3, 5:7, a potem w Birmingham, gdzie wygrała z Barborą Strýcovą 7:6(3), 6:1 i notowaną wówczas w pierwszej dziesiątce WTA Soraną Cîrsteą 6:3, 6:7(1), 3:6, zaś przegrała z późniejszą zwyciężczynią turnieju Jeļeną Ostapenko 6:4, 5:7, 2:6. Po tych sukcesach awansowała na najwyższe w karierze 68. miejsce w rankingu WTA. W dwóch następnych turniejach wielkoszlemowych występowała w głównej drabince, ale nie odniosła sukcesów: w Wimbledonie odpadła w 1. rundzie z Uns Dżabir 3:6, 3:6, zaś w US Open dotarła do 2. rundy po zwycięstwie nad Emmą Navarro 7:6(10), 1:6, 6:2 i przegranej z Karolíną Muchovą 3:6, 3:6. Po tym turnieju oraz następnym w San Diego zanotowała kolejny rekord życiowy i awans na 66. pozycję rankingu WTA.
W październiku wygrała swój piąty turniej ITF rangi W100 w hiszpańskim Les Franqueses del Valles, pokonując Sarę Errani 7:5, 4:6, 6:4. Sukces ten pozwolił jej zakończyć sezon najwyższym w karierze 63. miejscem w rankingu WTA.

#### 2024
Sezon 2024 rozpoczęła od startu w zawodach WTA 250 w Auckland, gdzie przegrała w 1. rundzie z Marie Bouzkovą. W turnieju głównym Australian Open odniosła jeden z największych sukcesów życiowych, dochodząc do 4. rundy (jako najlepsza z Polek). W kolejnych spotkaniach pokonała Darię Saville 6:7(5), 6:3, 7:5, niedawną 4. zawodniczkę rankingu, rozstawioną z nr 16. Caroline Garcię 6:3, 7:6(2) oraz kwalifikantkę Anastasiję Zacharową 4:6, 7:5, 6:4, a w 4. rundzie przegrała z rozstawioną z nr 4. Coco Gauff 1:6, 2:6. Zdobycie 240 punktów rankingowych pozwoliło jej na awans na najwyższe w karierze 51. miejsce w rankingu WTA.
W cyklu turniejów rangi WTA 1000 rozgrywanych na Bliskim Wschodzie dwukrotnie dostała się do turnieju głównego, przechodząc przez eliminacje. W Dosze odpadła w pierwszej rundzie, ale w Dubaju dotarła do 3. rundy, wygrywając z wyżej notowanymi Jekatieriną Aleksandrową 7:6(2), 6:3 i Petrą Martić 6:4, 1:6, 6:2 oraz przygrywając z rozstawioną z nr 4. Jeleną Rybakiną 6:7(5), 6:3, 4:6. Po tych występach po raz pierwszy w karierze znalazła się w pierwszej pięćdziesiątce rankingu WTA, zajmując 42. miejsce.
Bez sukcesów wystąpiła w dwóch kolejnych turniejach wielkoszlemowych, odpadając w pierwszych rundach French Open, po porażce z Darią Kasatkiną 5:7, 1:6 oraz Wimbledonie, przegrywając z Beatriz Haddad Maią 5:7, 3:6. Sukces odniosła w lipcowym turnieju Prague Open 2024 w Pradze rangi WTA 250, gdzie dopiero w finale przegrała z Magdą Linette 2:6, 1:6. W paryskich Igrzyskach Olimpijskich odpadał w pierwszej rundzie po przegranej z Viktorią Tomovą 4:6, 6(4):7. 
Dobre występy zanotowała w kolejnych letnich turniejach: w Cincinnati Open rangi WTA 1000 przeszła z sukcesem eliminacje i odpadła w 2. rundzie po przegranej z mistrzynią olimpijską Zheng Qinwen 1:6, 5:7, po drodze wygrywając z 37. w rankingu Marie Bouzkovą 3:6, 6:4 6:3, zaś w Abierto GNP Seguros w Monterrey wygrywając m.in. z Nadią Podoroską (67 w rankingu) doszła do ćwierćfinału, gdzie przegrała z Emmą Navarro 7:6(3), 0:6, 2:6. Po nieudanym występie w US Open, gdzie przegrała w 1. rundzie z Greet Minnen 5:7, 5:7 w następnym turnieju odniosła jeden z większych sukcesów życiowych, wygrywając turniej Guadalajara Open 2024 w meksykańskiej Guadalajarze. W kolejnych rundach pokonała m.in. Ashlyn Krueger (51 WTA) 3:6, 6:3, 6:1 i Caroline Garcię (30 WTA) 7:6(4), 7:5, a w finale Olivię Gadecki 7:6(5), 6:4. Po tym zwycięstwie zajmowała najwyższą w karierze 31. pozycję w rankingu WTA. Sezon zakończyła udanymi występami w Chinach: w China Open 2024 (WTA 1000) dotarła do rundy 1/16, gdzie przegrała z Shuai Zhang 4-6, 2-6, po drodze wygrywając z 16. w rankingu Dianą Shnaider 0:6, 6:3, 6:4 oraz w Wuhan Open 2024, gdzie w ćwierćfinale przegrała ze światową dwójką Aryną Sabalenką 2:6, 2:6, ale po drodze wygrała m.in. z Emmą Navarro 6:4, 3:6, 6:4 i Beatriz Haddad Maią 6:3, 6:2. Sezon zakończyła na wysokim 25. miejscu w rankingu.

#### 2025
Po niezbyt udanym początku sezonu 2025 (dwie porażki w pierwszych rundach Brisbane International i Adelaide International) nieźle zaprezentowała się w Australian Open, gdzie doszła do 3. rundy, wygrywając z Poliną Kudermetovą 6:4, 6:4 i Anną Blinkovą 0:6, 6:0, 6:2, odpadła po przegranej z Mirrą Andreevą 2:6, 6:1, 2:6. 
W następnych turniejach zanotowała serię nieudanych występów, przegrywając w pierwszych rundach w Abu Dhabi Open, Dubai Championships, Mérida Open, Indian Wells i Miami Open, jedynie w Qatar Ladies Open 2025 przebrnęła przez pierwszą rundę. Nieco bardziej udane były występy wiosną. Docierała do drugich rund w turniejach: Porsche Tennis Grand Prix (po wygranej z Sarą Errani 7:5, 4:6, 7:6(5) i porażce z Jessicą Pegulą 1:6, 1:6), Madrid Open (wygrana z Jéssicą Bouzas Maneiro 5:7, 7:6(2), 6:4 i kolejna przegrana z Mirrą Andreevą 5:7, 3:6), Internazionali d’Italia (zwycięstwo z Victorią Azarenką 7:5, 6:4 i przegrana z Qinwen Zheng 3:6, 2:6). 
W wielkoszlemowym French Open dotarła do drugiej rundy, po zwycięstwie z Ons Jabeur 7:6(4), 6:0 i porażce z Markétą Vondroušovą 0:6, 6:4, 3:6. Zaś w kolejnym wielkoszlemowym turnieju Wimbledonie, przegrała w pierwszej rundzie z odkryciem sezonu, kanadyjska nastolatką Victorią Mboko 3:6, 2:6. Pewien sukces przyszedł po zmianie nawierzchni w turnieju WTA 500 Washington Open, gdzie dotarła do ćwierćfinału, po drodze pokonując Juliję Starodubcewą 6:2, 6:4 i dawną mistrzynię Venus Williams 6:2, 6:2, zaś przegrała z Jeleną Rybakiną 3:6, 3:6. Przez cały sezon pozostawała w pierwszej 30. rankingu.

## Historia występów wielkoszlemowych
Legenda
     W, wygrany turniej
     F, przegrana w finale
     SF, przegrana w półfinale
     QF, przegrana w ćwierćfinale
     xR, przegrana w x rundzie
     Qx, przegrana w x rundzie kwalifikacji
     A, brak startu
     NH, turniej nie odbył się

### Występy w grze pojedynczej
| Australian Open        | A    | A   | A   | A   | A   | 1R  | Q1  | Q1  | A   | 1R  | Q2 | 4R | 3R | 0 / 4  | 5 – 4   |  |  |  |  |  |  |  |  |  |  |  |
| French Open            | A    | A   | A   | A   | A   | 2R  | Q1  | Q1  | Q3  | 1R  | 2R | 1R | 2R | 0 / 5  | 3 – 5   |  |  |  |  |  |  |  |  |  |  |  |
| Wimbledon              | A    | A   | A   | A   | A   | Q1  | Q1  | NH  | Q2  | 3R  | 1R | 1R | 1R | 0 / 3  | 2 – 4   |  |  |  |  |  |  |  |  |  |  |  |
| US Open                | A    | A   | A   | A   | A   | Q1  | 1R  | A   | Q1  | 1R  | 2R | 1R |    | 0 / 4  | 1 – 4   |  |  |  |  |  |  |  |  |  |  |  |
|                        |      |     |     |     |     |     |     |     |     |     |    |    |    |        |         |  |  |  |  |  |  |  |  |  |  |  |
| Ranking na koniec roku | 1008 | 493 | 459 | 321 | 166 | 151 | 198 | 156 | 102 | 116 | 63 | 25 |    | 0 / 16 | 11 – 17 |  |  |  |  |  |  |  |  |  |  |  |

### Występy w grze podwójnej
| Australian Open        | A | A   | A   | A   | A   | A   | A   | A   | A   | A   | A   | A   | A | 0 / 0 | 0 – 0 |  |  |  |  |  |  |  |  |  |  |  |
| French Open            | A | A   | A   | A   | A   | A   | A   | A   | A   | A   | A   | 1R  | A | 0 / 1 | 0 – 1 |  |  |  |  |  |  |  |  |  |  |  |
| Wimbledon              | A | A   | A   | A   | A   | A   | A   | NH  | A   | 3R  | A   | 1R  | A | 0 / 2 | 2 – 2 |  |  |  |  |  |  |  |  |  |  |  |
| US Open                | A | A   | A   | A   | A   | A   | A   | A   | A   | A   | A   | A   |   | 0 / 0 | 0 – 0 |  |  |  |  |  |  |  |  |  |  |  |
|                        |   |     |     |     |     |     |     |     |     |     |     |     |   |       |       |  |  |  |  |  |  |  |  |  |  |  |
| Ranking na koniec roku | – | 642 | 418 | 542 | 251 | 425 | 870 | 262 | 227 | 525 | 388 | 613 |   | 0 / 3 | 2 – 3 |  |  |  |  |  |  |  |  |  |  |  |

### Występy w grze mieszanej
Magdalena Fręch nigdy nie startowała w rozgrywkach gry mieszanej podczas turniejów wielkoszlemowych.

## Finały turniejów WTA
| Legenda                   | Legenda |
| ------------------------- | ------- |
| Wielki Szlem              |         |
| Igrzyska olimpijskie      |         |
| WTA Tour Championships    |         |
| od 2021                   |         |
| WTA 1000 (obowiązkowe)    |         |
| WTA 1000 (nieobowiązkowe) |         |
| WTA 500                   |         |
| WTA 250                   |         |
| WTA 125                   |         |

### Gra pojedyncza 2 (1–1)
| Końcowy wynik | Nr | Data             | Turniej     | Nawierzchnia | Przeciwniczka  | Wynik finału |
| ------------- | -- | ---------------- | ----------- | ------------ | -------------- | ------------ |
| Finalistka    | 1. | 26 lipca 2024    | Praga       | Ceglana      | Magda Linette  | 2:6, 1:6     |
| Zwyciężczyni  | 1. | 15 września 2024 | Guadalajara | Twarda       | Olivia Gadecki | 7:6(5) 6:4   |

## Finały turniejów WTA 125
| Legenda                   | Legenda |
| ------------------------- | ------- |
| Wielki Szlem              |         |
| Igrzyska olimpijskie      |         |
| WTA Tour Championships    |         |
| od 2021                   |         |
| WTA 1000 (obowiązkowe)    |         |
| WTA 1000 (nieobowiązkowe) |         |
| WTA 500                   |         |
| WTA 250                   |         |
| WTA 125                   |         |

### Gra pojedyncza 1 (1–0)
| Końcowy wynik | Nr | Data            | Turniej | Nawierzchnia | Przeciwniczka  | Wynik finału |
| ------------- | -- | --------------- | ------- | ------------ | -------------- | ------------ |
| Zwyciężczyni  | 1. | 8 sierpnia 2021 | Concord | Twarda       | Renata Zarazúa | 6:3, 7:6(4)  |

## Finały turniejów rangi ITF
| turnieje z pulą nagród 100 000 $ (W100) |
| turnieje z pulą nagród 80 000 $ (W80)   |
| turnieje z pulą nagród 60 000 $ (W75)   |
| turnieje z pulą nagród 40 000 $ (W50)   |
| turnieje z pulą nagród 25 000 $ (W35)   |
| turnieje z pulą nagród 15 000 $ (W15)   |
| turnieje z pulą nagród 10 000 $         |

### Gra pojedyncza 9 (6–3)
| Rezultat     |    | Data       | Turniej                   | ($)     | Naw.     | Przeciwniczka      | Wynik            |
| Zwyciężczyni | 1. | 21/03/2016 | Nishitama                 | 10 000  | Twarda   | Mai Minokoshi      | 7:5, 6:4         |
| Zwyciężczyni | 2. | 20/08/2017 | Lipsk                     | 25 000  | Ceglana  | Richèl Hogenkamp   | 6:2, 7:6(3)      |
| Zwyciężczyni | 3. | 27/08/2017 | Brunszwik                 | 25 000  | Ceglana  | Olga Sáez Larra    | 6:1, 2:6, 7:6(3) |
| Finalistka   | 1. | 15/10/2017 | Óbidos                    | 25 000  | Dywanowa | Irina Chromaczowa  | 1:6, 6:4, 4:6    |
| Finalistka   | 2. | 22/10/2017 | Óbidos                    | 25 000  | Dywanowa | Anna Kalinska      | 3:6, 3:6         |
| Zwyciężczyni | 4. | 12/01/2020 | Bendigo                   | 25 000  | Twarda   | Patricia Maria Țig | walkower         |
| Zwyciężczyni | 5. | 05/09/2021 | Praga                     | 60 000  | Ceglana  | Tereza Smitková    | 6:2, 6:1         |
| Finalistka   | 3. | 11/12/2022 | Dubaj                     | 100 000 | Twarda   | Elsa Jacquemot     | 5:7, 2:6         |
| Zwyciężczyni | 6. | 30/10/2023 | Les Franqueses del Valles | 100 000 | Twarda   | Sara Errani        | 7:5, 4:6, 6:4    |

### Gra podwójna 8 (4–4)
| Rezultat     |    | Data       | Turniej           | ($)     | Naw.          | Partnerka         | Przeciwniczki                        | Wynik          |
| Finalistka   | 1. | 29/06/2015 | Toruń             | 25 000  | Ceglana       | Katharina Lehnert | Ekaterine Gorgodze Sopia Szapatawa   | 4:6, 4:6       |
| Finalistka   | 2. | 27/03/2017 | Croissy-Beaubourg | 60 000  | Twarda (hala) | Manon Arcangioli  | Wiera Łapko Polina Monowa            | 3:6, 4:6       |
| Zwyciężczyni | 1. | 18/06/2017 | Manchester        | 100 000 | Trawiasta     | An-Sophie Mestach | Chang Kai-chen Marina Erakovic       | 6:4, 7:6(5)    |
| Zwyciężczyni | 2. | 21/10/2018 | Joué-lès-Tours    | 25 000  | Twarda (hala) | Bibiane Schoofs   | Miriam Kolodziejová Jesika Malečková | 5:7, 6:2, 10–3 |
| Finalistka   | 3. | 13/09/2020 | Saint-Malo        | 60 000  | Ceglana       | Viktorija Golubic | Paula Kania Katarzyna Piter          | 2:6, 4:6       |
| Zwyciężczyni | 3. | 24/10/2020 | Macon             | 80 000  | Twarda        | Katarzyna Kawa    | Francesca Di Lorenzo Jamie Loeb      | 7:5, 6:1       |
| Zwyciężczyni | 4. | 07/11/2020 | Charleston        | 100 000 | Ceglana       | Katarzyna Kawa    | Astra Sharma Majar Szarif            | 4:6, 6:4, 10–2 |
| Finalistka   | 4. | 11/12/2022 | Dubaj             | 100 000 | Twarda        | Kateryna Wołodko  | Tímea Babos Kristina Mladenovic      | 1:6, 3:6       |

## Występy w igrzyskach olimpijskich

### Gra pojedyncza
| Runda                                                                   | Przeciwniczka              | Wynik       |
| ----------------------------------------------------------------------- | -------------------------- | ----------- |
|                                                                         |                            |             |
| Letnie Igrzyska Olimpijskie w Paryżu 2024, reprezentując państwo Polska |                            |             |
| I runda                                                                 | Bułgaria: Wiktorija Tomowa | 4:6, 6:7(4) |

## Puchar Federacji

### Gra pojedyncza
| Rok  | Runda                      | Data i miejsce                         | Przeciwnik            | Nawierzchnia  | Rywal                | Zwycięstwo/Porażka | Rezultat      |
| ---- | -------------------------- | -------------------------------------- | --------------------- | ------------- | -------------------- | ------------------ | ------------- |
| 2016 | Grupa światowa II Play-off | 16–17 kwietnia 2016 Inowrocław, Polska | Chińskie Tajpej (1:4) | Twarda (hala) | Lee Ya-hsuan         | Zwycięstwo         | 4:6, 6:0, 6:2 |
| 2016 | Grupa światowa II Play-off | 16–17 kwietnia 2016 Inowrocław, Polska | Chińskie Tajpej (1:4) | Twarda (hala) | Hsu Ching-wen        | Porażka            | 2:6, 6:4, 3:6 |
| 2018 | Europa/Afryka Grupa I      | 7–10 lutego 2018 Tallinn, Estonia      | Austria (2:1)         | Twarda (hala) | Melanie Klaffner     | Porażka            | 3:6, 4:6      |
| 2018 | Europa/Afryka Grupa I      | 7–10 lutego 2018 Tallinn, Estonia      | Łotwa (1:2)           | Twarda (hala) | Anastasija Sevastova | Porażka            | 1:6, 2:6      |
| 2018 | Europa/Afryka Grupa I      | 7–10 lutego 2018 Tallinn, Estonia      | Turcja (2:1)          | Twarda (hala) | Ayla Aksu            | Zwycięstwo         | 6:2, 6:1      |
| 2018 | Europa/Afryka Grupa I      | 7–10 lutego 2018 Tallinn, Estonia      | Bułgaria (2:0)        | Twarda (hala) | Izabełła Szinikowa   | Zwycięstwo         | 7:5, 6:4      |
| 2019 | Europa/Afryka Grupa I      | 6–9 lutego 2019 Zielona Góra, Polska   | Ukraina (2:1)         | Twarda (hala) | Kateryna Kozłowa     | Zwycięstwo         | 3:6, 7:5, 6:2 |

### Gra podwójna
| Rok  | Runda                 | Data i miejsce                               | Przeciwnik   | Nawierzchnia  | Partnerka       | Rywalki                             | Zwycięstwo/Porażka | Rezultat |
| ---- | --------------------- | -------------------------------------------- | ------------ | ------------- | --------------- | ----------------------------------- | ------------------ | -------- |
| 2017 | Europa/Afryka Grupa I | 8–11 lutego 2017 Tallinn, Estonia            | Gruzja (2:1) | Twarda (hala) | Paula Kania     | Oksana Kalasznikowa Sopia Szapatawa | Porażka            | walkower |
| 2020 | Europa/Afryka Grupa I | 5–8 lutego 2020 Esch-sur-Alzette, Luksemburg | Turcja (3:0) | Twarda (hala) | Maja Chwalińska | Ayla Aksu İpek Öz                   | Zwycięstwo         | 6:3, 6:4 |

## Zwycięstwa nad zawodniczkami klasyfikowanymi w danym momencie w czołowej dziesiątce rankingu WTA
| Rok     | 2024 | 2025 | Łącznie |
| Wygrane | 1    | 1    | 2       |

| Lp.  | Zawodnik         | Ranking | Turniej             | Nawierzchnia | Runda    | Wynik         |
| ---- | ---------------- | ------- | ------------------- | ------------ | -------- | ------------- |
| 2024 |                  |         |                     |              |          |               |
| 1.   | Emma Navarro     | Nr 8    | Wuhan Open, Wuhan   | Twarda       | 2. runda | 6:4, 3:6, 6:3 |
| 2025 |                  |         |                     |              |          |               |
| 2.   | Mirra Andriejewa | Nr 7    | German Open, Berlin | Trawiasta    | 1. runda | 2:6, 7:5, 6:0 |